# Ogōri (Fukuoka)
Ogōri (小郡市 Ogōri-shi?) es una ciudad localizada en Fukuoka, Japón.
Según el censo de 2003, la ciudad cuenta con una población de 56.821 y una densidad de 1.248,81 personas por km². La superficie total es de 45,50 km².
La ciudad fue fundada el 1 de abril de 1972.

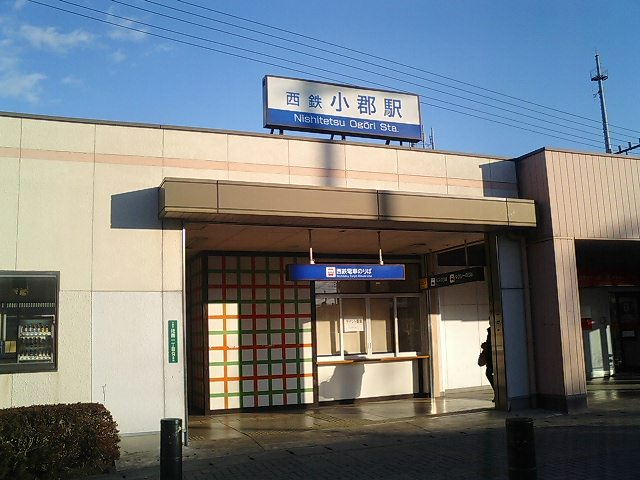
Estación Nishitetsu